# Spinifex littoreus
Spinifex littoreus är en gräsart som först beskrevs av Nicolaas Laurens Nicolaus Laurent Burman, och fick sitt nu gällande namn av Elmer Drew Merrill. Spinifex littoreus ingår i släktet Spinifex och familjen gräs. Inga underarter finns listade i Catalogue of Life.